# أناند جون
أناند جون (بالإنجليزية: Anand Jon)‏ هو شخصية أعمال ومصمم أمريكي، ولد في 28 نوفمبر 1976 في كيرلا في الهند.

## وصلات خارجية
- أناند جون على موقع IMDb (الإنجليزية)
- أناند جون على موقع إن إن دي بي (الإنجليزية)